# 斯特林章克申 (加利福尼亞州)
斯特林章克申（英語：Stirling Junction）是位於美國加利福尼亞州比尤特縣的一個非建制地區。該地的面積和人口皆未知。

## 地理
斯特林章克申的座標為39°42′51″N 121°48′48″W / 39.71417°N 121.81333°W，而該地的平均海拔高度為62米（即203英尺）。